# Rens Schendelaar
Rens Schendelaar (Den Helder, 17 augustus 1952) is een Nederlandse schrijver, historicus en archiefonderzoeker.

## Levensloop
Schendelaar is een telg van een oud Helders geslacht van vissers, sloepermannen en zeeredders. Zijn voorouders zijn sinds het jaar 1804 woonachtig in Den Helder door het huwelijk van Johannes Schendelaar (geboren te Maastricht, militair) en Elisabeth Quak (geboren te Huisduinen, dochter van de commandeur ter walvisvaart Willem Gerritsz. Quak).
Rens is de zoon van Joop Schendelaar (1915-1966) en Rie van Putten (1914-1986). In zijn geboorteplaats Den Helder bezocht hij de lagere scholen J.P. Coenschool en de professor Van der Leeuwschool. Na de technische school aan de Sportlaan was hij aanvankelijk enige jaren werkzaam in de consumptieve techniek. Vanaf 1970 was hij op de Rijkswerf (Marine onderhoudsbedrijf) te Den Helder werkzaam en volgde opleidingen op HTS- en HBO niveau. In 2018 verliet hij als engineer technisch specialist op pensioengerechtigde leeftijd het Marine onderhoudsbedrijf. 

## Publicist en werk
Van jongs af aan is Schendelaar geïnteresseerd in lokale geschiedenis. Hij schrijft sinds 1992 artikelen op historisch en geografisch gebied, met name over de Den Helder en omstreken. De artikelen zijn gebaseerd op eigen archiefonderzoek. Veel van zijn artikelen, waaronder zijn eerste artikel De visafslag van Huisduinen zijn opgenomen in Levend Verleden, het verenigingsblad van de Helderse Historische Vereniging. Ook schreef hij artikelen voor onder andere de Helderse Courant, het Noordhollands Dagblad en het Helders Weekblad.

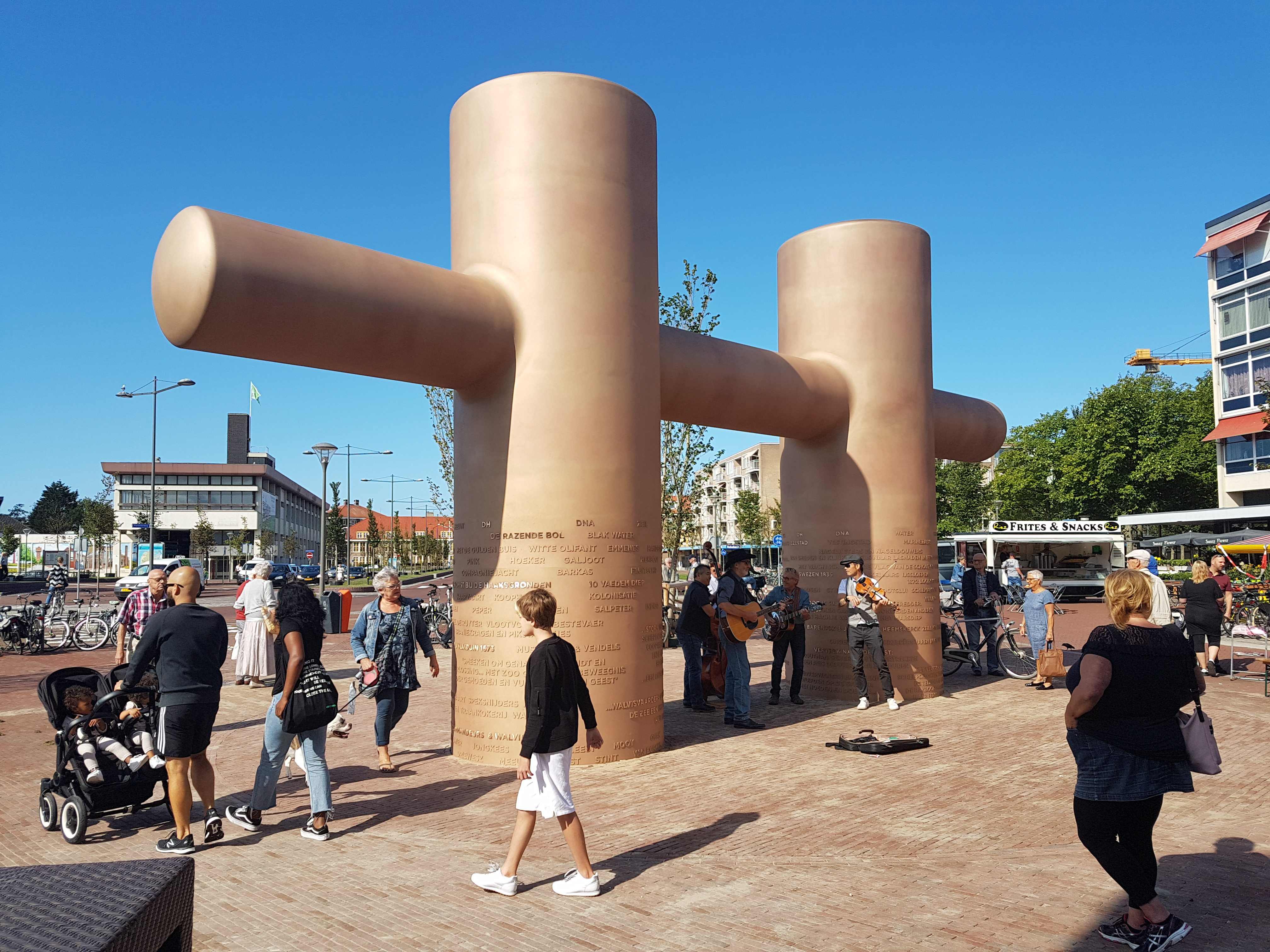
De Bolder in de Helderse binnenstad

Stadsontwikkelaar Zeestad vroeg in 2018 aan de Helderse Historische Vereniging om teksten aan te leveren voor het maritieme kunstwerk Bolder van Marc Ruygrok. Samen met twee anderen leverde Schendelaar pagina's vol lokale citaten, termen, kreten en namen aan die onderdeel werden van het grote kunstwerk in het Helderse centrum.

## Onderscheiding
Voor zijn publicaties en zijn werkzaamheden voor de Helderse Monumentencommissie werd Rens Schendelaar in 2009 benoemd tot Lid in de Orde van Oranje-Nassau. Hij maakte twee termijnen deel uit van de Helderse Monumentencommissie.

## Lijst van gepubliceerde boeken
- 1998 - De lange herfst van 1799, de Russisch-Engelse invasie in polder en duin. Uitgave van de Stichting Herdenking 1799 (medeauteur) ISBN 90-9011823-3.
- 2000 - Den Helder, stad aan het Marsdiep, kroniek van Den Helder, Huisduinen en Julianadorp. Uitgave van de Helderse Historische Vereniging. Uitgeverij Pirola, ISBN 90-6455-352-1.
- 2001 - Focus op Den Helder. Uitgeverij Europese Bibliotheek Zaltbommel ISBN 90-288-3574-1.
- 2004 - Den Helder in de Tweede Wereldoorlog 1940-1945. Uitgave van de Helderse Historische Vereniging (tweede druk 2005). Uitgeverij Pirola, ISBN 90-6455-474-9.
- 2005 - Militaire verdedigingswerken in Den Helder. Uitgave gemeente Den Helder, Open monumentendag 2005, in samenwerking met Rob van Beckhoven.
- 2005 - Aan boord alles wel, Den Helder en de Koninklijke Zeemacht in de periode 1850-1915. Uitgave van de Helderse Historische Vereniging (in samenwerking met Maarten Bakker en Maarten Noot). Uitgeverij Pirola, ISBN 90-6455-500-1.
- 2006 - Kerken in Den Helder. Uitgave gemeente Den Helder, Open monumentendag 2006, in samenwerking met Rob van Beckhoven.
- 2007 - 326x Noord-Holland, van Aagtdorp tot Zwanenburg, naslagwerk (medeauteur). Uitgeverij Kok Kampen, ISBN 978-90-5977-290-8.
- 2008 - Rijkswerf Willemsoord, Transformatie van een industrieel monument (in samenwerking met Paul Groenendijk). Uitgeverij 010, Rotterdam, ISBN 978-90-6450-6789. N.B. Het boek is opgenomen in de collectie van de Research Library van het Rijksmuseum Amsterdam.
- 2009 - Den Helder van boven bekeken 1929-1990 (in samenwerking met Maarten Noot). Uitgave V+W Collective Hoogeveen, ISBN 978-90-5978-055-2.
- 2011 - Duinen en mensen, Noordkop en Zwanenwater (medeauteur). Uitgeverij Natuur Media, ISBN 978-90-8081-584-1.
- 2012 - Van Willemsoord tot Marinebedrijf 1812-2012, de geschiedenis van de Marine onderhoudsbedrijven. Rijkswerf, Verificatie, MEOB en Bewapeningswerkplaatsen. Uitgeverij Pirola, eerste druk, ISBN 978-90-6455-704-0.
- 2014 - Helder Den Helder, Foto’s van de oude stad 1910-1938 (medeauteur). Grafische vormgeving Studio Hans Lemmens, ISBN 978-90-801218-0-5.
- 2018 - Van Willemsoord tot Marinebedrijf 1812-2018, de geschiedenis van de Marine onderhoudsbedrijven. Rijkswerf, Verificatie, MEOB en Bewapeningswerkplaatsen. Uitgeverij Pirola, tweede aanvullende druk, ISBN 978-90-6455-8436.
- 2020 - Den Helder op 53° Noorderbreedte, de historie en ontwikkeling van Den Helder, Huisduinen en Julianadorp. Uitgave van de Helderse Historische Vereniging. Uitgeverij Pirola, ISBN 978-90-6455-893-1.
- 2022 - De Landswerven en Rijkswerf Willemsoord Den Helder. De geschiedenis van de Admiraliteit, de Admiraliteitswerven en de Marinewerven. Uitgave Koninklijke Marine, Directeur Materiële Instandhouding (DMI). Uitgeverij Pirola. Boek is opgenomen in de Rijksmuseum Research Library.
- 2023 - Den Helder coastal city at the North Sea. Engelstalige uitgave, gebaseerd op Den Helder op 53° Noorderbreedte, vertaald in samenwerking met scholieren van Scholen aan Zee. Uitgave van Gemeente Den Helder.

- Gemeinsame Normdatei: 137342837
- International Standard Name Identifier: 0000 0000 7228 2992
- Library of Congress Control Number: n2009066746
- Nederlandse Thesaurus van Auteursnamen: 213780291
- Système universitaire de documentation: 133516350
- Virtual International Authority File: 101403435
- WorldCat: E39PBJfRyvr6TFjkQgkFgCqCwC